# Axel Henriksson
Per Axel Nils Henriksson (16 aprile 2002) è un calciatore svedese, centrocampista del GAIS.

## Caratteristiche tecniche
È un centrocampista offensivo.

## Carriera
Henriksson è cresciuto nel settore giovanile dell'Häcken, dove ha debuttato il 20 marzo 2021 nei minuti finali dell'incontro di Svenska Cupen vinto 3-0 contro il Västerås SK. Poco tempo dopo ha subito un infortunio al ginocchio che ne ha precluso il prosieguo della stagione.
Rimasto svincolato, nel 2022 ha firmato con il GAIS diventandone da subito un giocatore chiave. Ha trovato il primo gol in carriera il 24 aprile nell'incontro di Ettan vinto 1-0 contro l'Åtvidaberg ed al termine della stagione ha ottenuto con il club la promozione in Superettan dando un significativo contributo con 11 gol segnati.
Al termine della stagione successiva ha ottenuto la seconda promozione in due anni ed il 31 marzo ha debuttato in Allsvenskan nell'incontro perso 4-0 contro il Brommapojkarna; ha segnato il primo gol in massima divisione il 6 maggio nel derby contro il IFK Göteborg ed il 7 giugno ha ricevuto il premio di miglior giocatore del mese di maggio.

## Statistiche

### Presenze e reti nei club
Statistiche aggiornate al 22 novembre 2024.
| Stagione        | Squadra         | Campionato      | Campionato | Campionato | Coppe nazionali | Coppe nazionali | Coppe nazionali | Coppe continentali | Coppe continentali | Coppe continentali | Altre coppe | Altre coppe | Altre coppe | Totale | Totale | Totale |
| Stagione        | Squadra         | Comp            | Pres       | Reti       | Comp            | Pres            | Reti            | Comp               | Pres               | Reti               | Comp        | Pres        | Reti        | Pres   | Reti   |        |
| --------------- | --------------- | --------------- | ---------- | ---------- | --------------- | --------------- | --------------- | ------------------ | ------------------ | ------------------ | ----------- | ----------- | ----------- | ------ | ------ | ------ |
| 2021            | Häcken          | A               | 0          | 0          | CS              | 1               | 0               | -                  | -                  | -                  | -           | -           | -           | 1      | 0      |        |
| 2022            | GAIS            | E               | 20         | 11         | CS+CS           | 1+1             | 0               | -                  | -                  | -                  | -           | -           | -           | 22     | 11     |        |
| 2023            | GAIS            | S               | 17         | 6          | CS+CS           | 0+1             | 0               | -                  | -                  | -                  | -           | -           | -           | 18     | 6      |        |
| 2024            | GAIS            | A               | 26         | 8          | CS+CS           | 0+1             | 0               | -                  | -                  | -                  | -           | -           | -           | 27     | 8      |        |
| Totale GAIS     | Totale GAIS     | Totale GAIS     | 63         | 25         |                 | 4               | 0               |                    | -                  | -                  |             | -           | -           | 67     | 25     |        |
| Totale carriera | Totale carriera | Totale carriera | 63         | 25         |                 | 5               | 0               |                    | -                  | -                  |             | -           | -           | 68     | 25     |        |

## Palmarès

### Club

#### Competizioni nazionali
- Ettan: 1

GAIS: 2022 (Södra)